# Гюжан-Местрас
Гюжан-Местрас (фр. Gujan-Mestras) — коммуна на юго-западе Франции, в департаменте Жиронда, в регионе Новая Аквитания.

## География
Гюжан-Местрас находится к югу от Аркашонского залива в Пеи-де-Бюш. Считается столицей устричных ферм во Франции, в Гюжан-Местрас находятся семь портов, с запада на восток:
- порт Ла-Юм (le port de la Hume), который сочетает разведение устриц и удовольствия,
- порт Мейран (le port de Meyran),
- порт Гюжан (le port de Gujan),
- порт Ларрос (le port de Larros) с набережной и активным центром судостроения Couach,
- порт Канал (le port du Canal),
- порт Барботьер (le port de la Barbotière), полюс устриц, который также содержит лицей морских профессий и дома для разведения устриц,
- порт Моль (le port de la Mole), который никогда не использовался из-за труднодоступности.

Гюжан-Местрас граничит с коммунами Ле-Теш на востоке, Ла-Тест-де-Бюш на западе и Сангине на юге.

### Транспорт
Через Гюжан-Местрас проходит железнодорожная линия TER Aquitaine, соединяющая Аркашон и Бордо, вокзалы находятся в городах Ламот — Юма и Гюжан-Местрас. Город также обслуживается автобусами компании Baïa, которые соединяют Дюну-Пила (la Dune du Pyla) с Фактюр-Бигано (Facture-Biganos).

## Топоним
Топонимы Gujan и Mestras произошли от фамилий людей кельтского племени бойи. Племя проживало на берегу реки Лер в 650 году до нашей эры. Гасконское имя коммуны Gujan e Mestràs. Местных жителей называют Гюжане (Gujanais).

## История

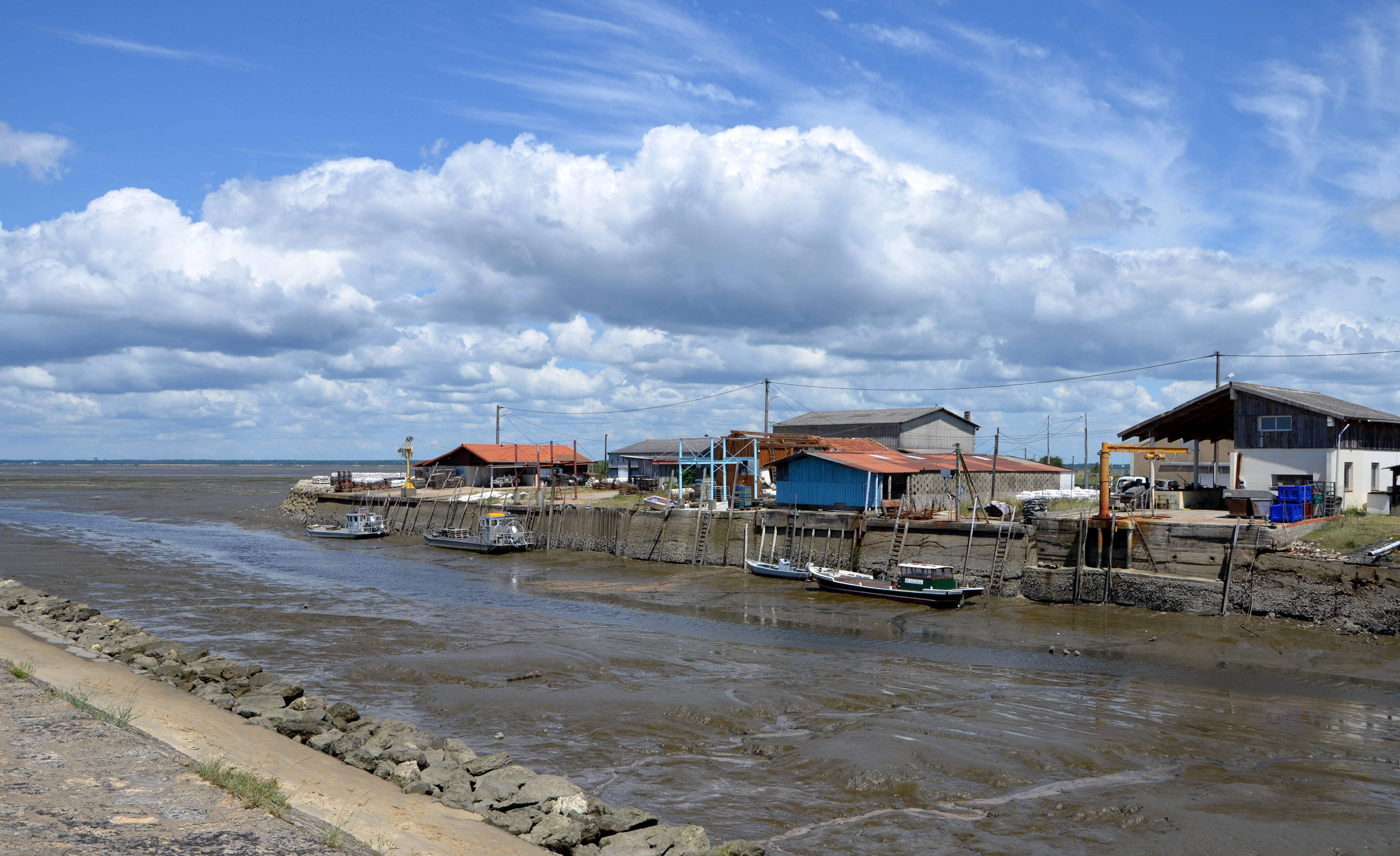
Le port de Larros

Состояние города в XVIII веке описано в трудах священника, историка и географа Жака Борена.
В 1803 году было проведено исследование топографии, сельского хозяйства, промышленности и общих показателей жизни населения департаменты. Тогда было решено объединить два поселения Гюжан и Местрас, в коммуну Гюжан. Однако, для установления равноправного названия указом от 24 марта 1936 года, коммуна была переименована в Гюжан-Местрас.
Город-побратим — Санта-Мария-де-Кайон, провинция Кантабрия, Испания.

## Политика
| Мандат                      | Имя                | Партия        |
| март 1946 - июнь 1965       | Поль Пуже          |               |
| март 1965 - июнь 2006       | Мишель Безьян      | Разные правые |
| июль 2006 - настоящее время | Мари-Элен деc Езго | UMP           |

## Демография

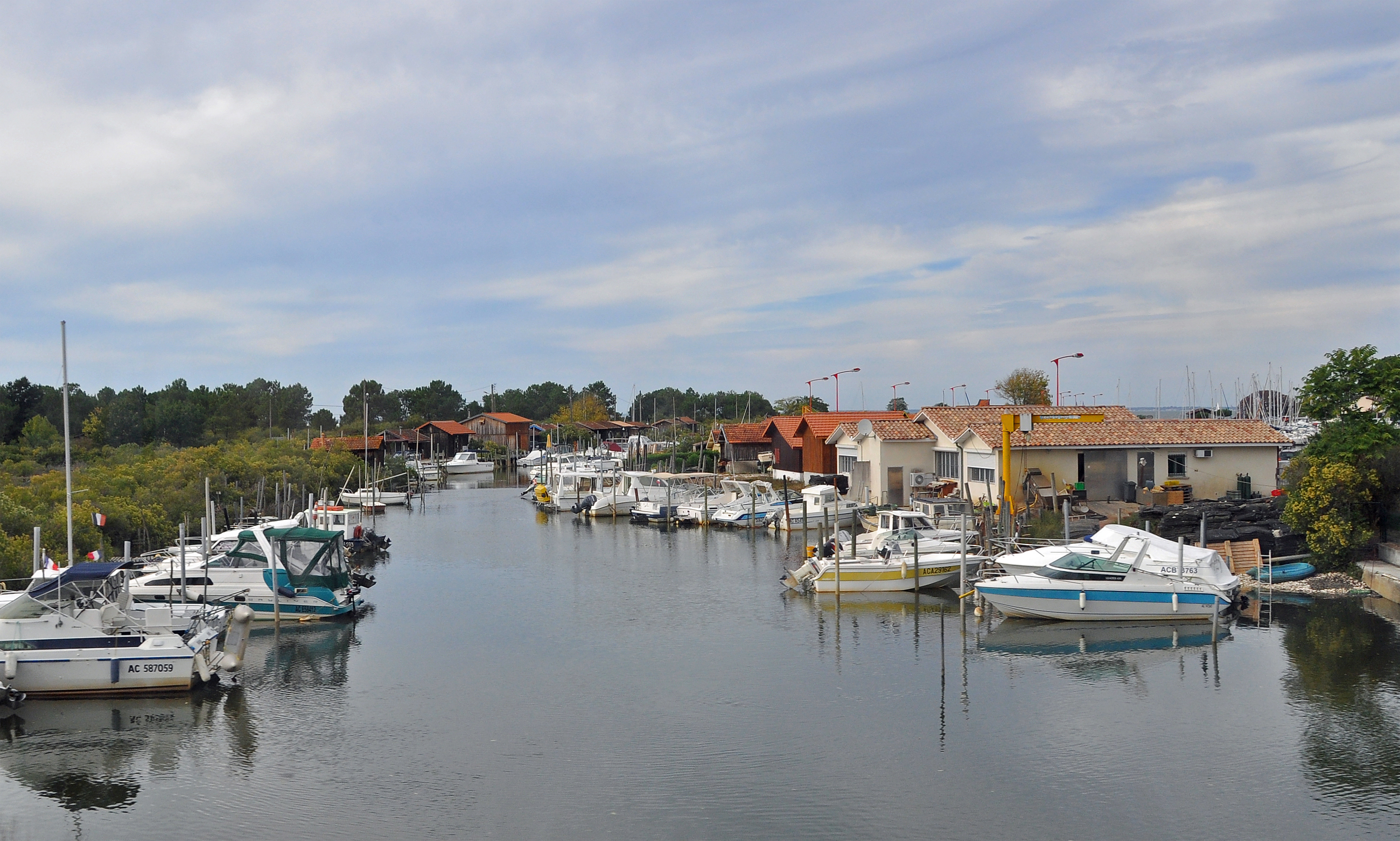
Le port de la Hume

В 2012 году муниципалитет насчитал 20 136 жителей.
| 1793   | 1800   | 1806   | 1821   | 1831  | 1836  | 1841  | 1846  | 1851  | 1856   | 1861   |
| ------ | ------ | ------ | ------ | ----- | ----- | ----- | ----- | ----- | ------ | ------ |
| 1 639  | 1 797  | 1 785  | 1 809  | 1 929 | 2 183 | 2 440 | 2 574 | 2 685 | 2 579  | 2 686  |
| 1866   | 1872   | 1876   | 1881   | 1886  | 1891  | 1896  | 1901  | 1906  | 1911   | 1921   |
| 2 833  | 3 029  | 3 433  | 3 906  | 4 056 | 3 916 | 4 019 | 4 136 | 4 264 | 4 659  | 4 014  |
| 1926   | 1931   | 1936   | 1946   | 1954  | 1962  | 1968  | 1975  | 1982  | 1990   | 1999   |
| 4 038  | 4 065  | 4 394  | 4 317  | 5 033 | 5 694 | 6 687 | 7 613 | 8 600 | 11 433 | 14 958 |
| 2006   | 2008   | 2011   | 2013   | -     | -     | -     | -     | -     | -      | -      |
| 17 031 | 18 461 | 19 815 | 20 294 | -     | -     | -     | -     | -     | -      | -      |

## Экономика
Устрицы и судостроение являются основными отраслями коммуны.

## Достопримечательности

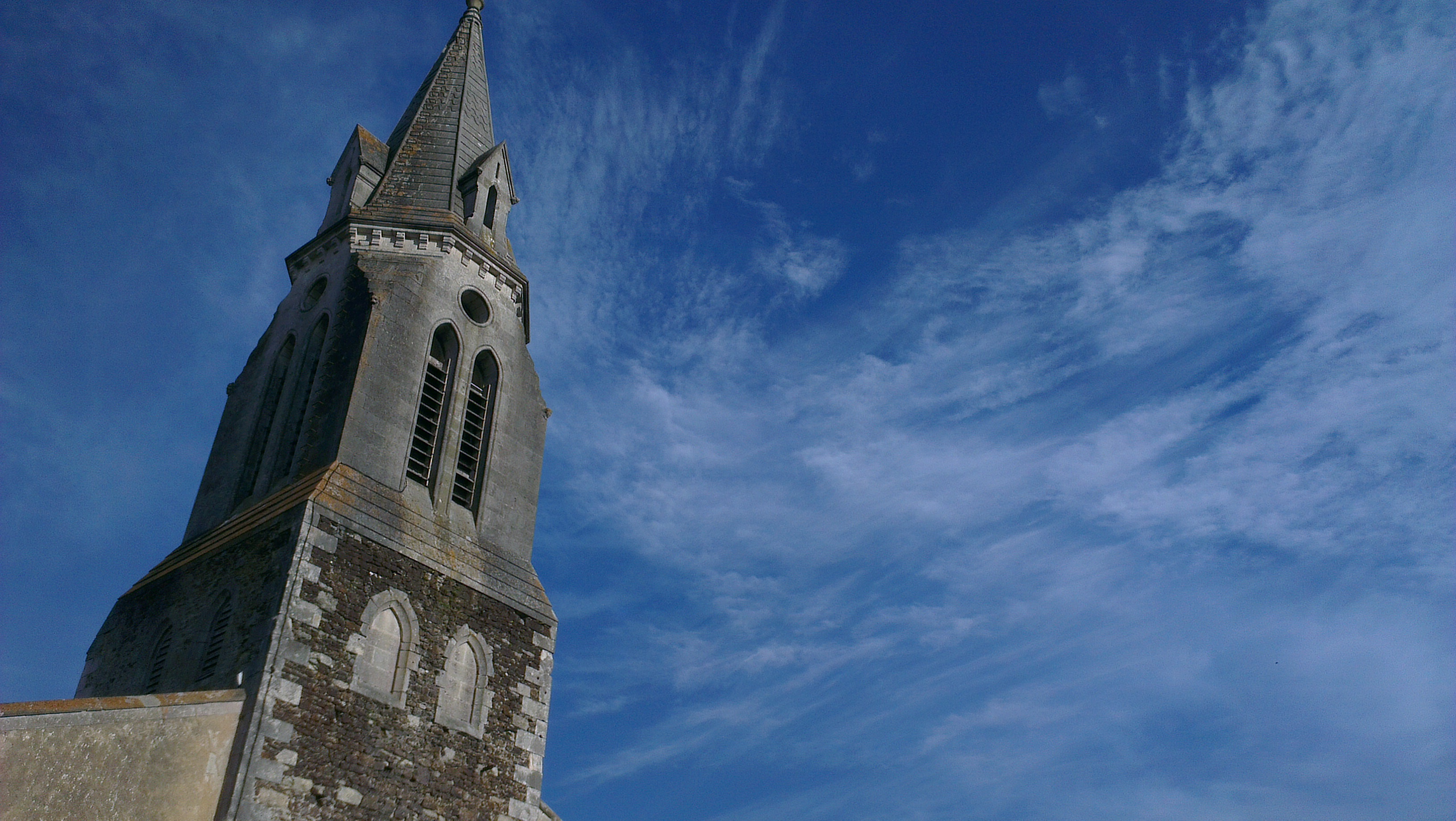
Церковь Сен-Морис

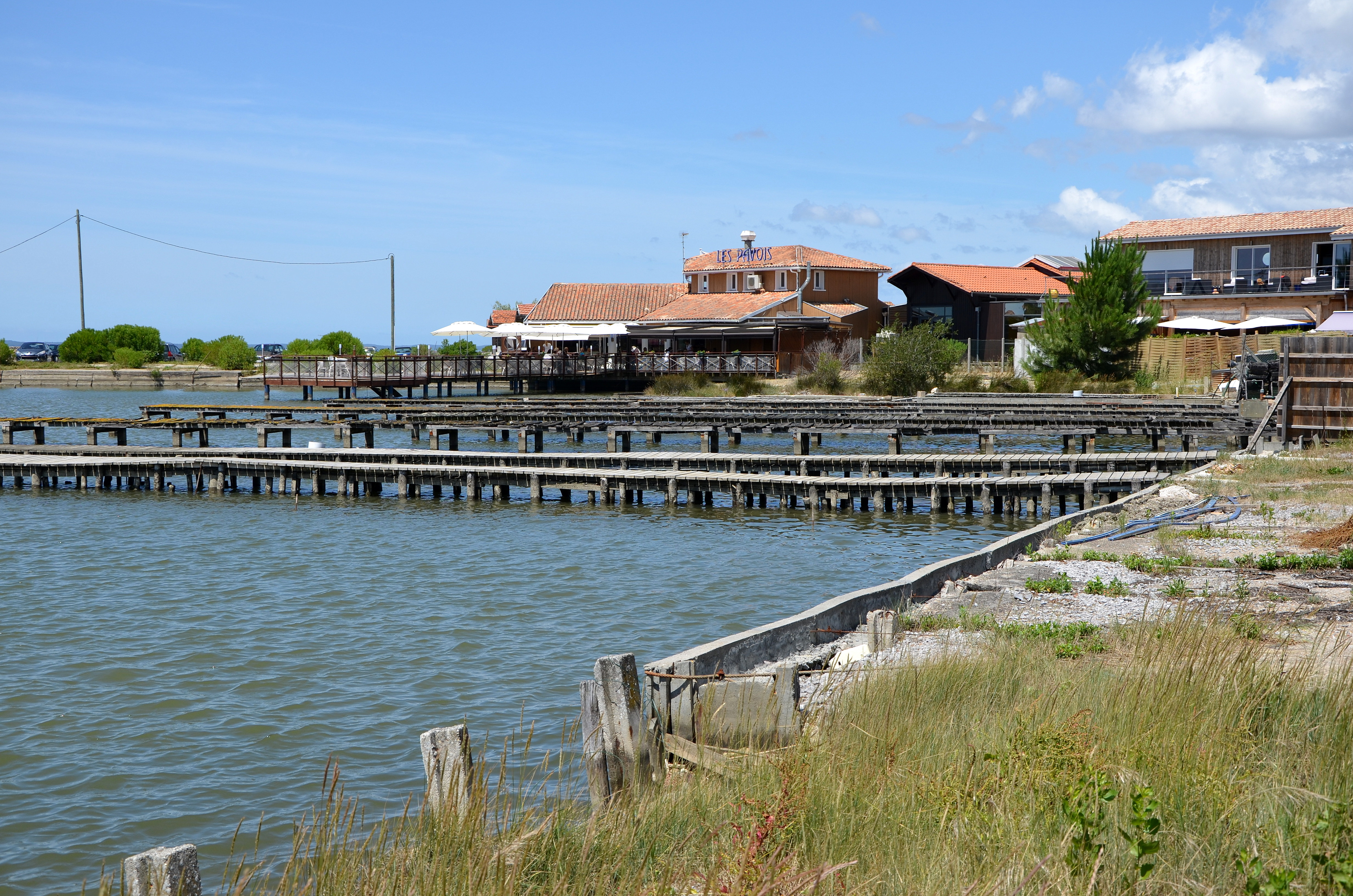
Парк

1. Церковь Сен-Морис XIV века с алтарем в стиле барокко XVII века, отреставрированным в 2000 году.
2. Парк Шенре, место откуда можно увидеть Канал Ланд. Это искусственный канал Вобана, который должен был соединить Аркашонский залив и Байонну через ландские пруды. Благодаря этому монументальному осуществлению, отважные инвесторы пробовали различные культуры, включая рис. Из-за недостатка рук и воды, этот проект так и не был завершен.
3. Парки отдыха: Aqualand, Création de La Coccinelle, Kid Parc, Création de Bassin Aventures.
4. Дом устрицы — небольшой музей, посвященный культуре устриц в бассейне Аркашон.
5. Пляж для кайт-серфинга.
6. Казино Гюжан-Местрас, было открыто в 2005 году, расположено недалеко от озера Магдалене и рядом с Blue Golf Gujan-Mestras[10].